# Urothelkarzinom
Als Urothelkarzinom, auch Urothelzellkarzinom, Übergangszellkarzinom oder Transitionalzellkarzinom genannt, werden maligne Tumoren des Übergangsgewebes (Urothel), das die ableitenden Harnwege auskleidet, bezeichnet. Dementsprechend kommen Urothelkarzinome vor als 
Urothelkarzinome des oberen Harntrakts (ca. 10 %)
- Krebs des Nierenbeckens (Nierenbeckenkarzinom)
- Krebs des Harnleiters (Harnleiterkarzinom, Ureterkarzinom) und

Urothelkarzinome des unteren Harntrakts (ca. 90 %)
- Krebs der Harnblase (Harnblasenkarzinom, Blasenkarzinom)
- Krebs der Harnröhre (Harnröhrenkarzinom, Urethrakarzinom oder Urethralkarzinom[3]).

Je nach dem Grad der Entdifferenzierung weisen sie ein papilläres bis solides Wachstumsmuster auf. Männer sind häufiger als Frauen betroffen.

## Ätiologie und Pathogenese

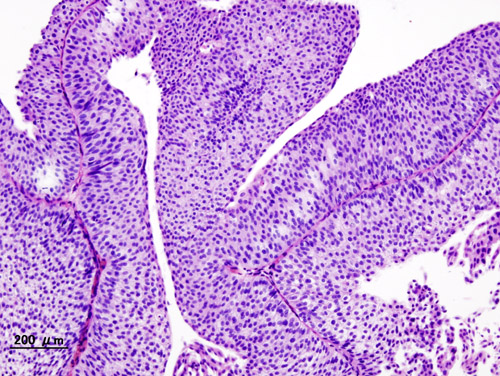
Urothelkarzinom der Harnblase
Lichtmikroskopisches Präparat, gefärbt mit HE

Der Altersgipfel liegt zwischen dem 60. und 70. Lebensjahr, wobei Männer doppelt so häufig betroffen sind wie Frauen. Für Deutschland rechnet man mit etwa 25.000 Neuerkrankungen und etwa 6.400 Todesfällen pro Jahr. In der ganzen Europäischen Gemeinschaft gibt es etwa 104.000 neue Fälle und 36.400 Todesfälle pro Jahr.
Epidemiologisch konnten folgende Risikofaktoren gefunden werden:
- Aristolochiasäuren[5]
- chronische Entzündung
- aromatische Amine (Benzidin, 2-Naphthylamin)
- Teerprodukte (Rauchen: vierfach erhöhtes Risiko)
- chronischer Missbrauch von Phenacetin[6]

## Morphologie
Mehr als 90 % der Urothelkarzinome befinden sich in der Harnblase. Wie die Papillome sind sie vor allem an der Blasenrückwand oder der Blasenseitenwand lokalisiert. Zudem wachsen die meisten Tumoren papillär. Dringt der Tumor in die Lamina propria ein, so spricht man von einem invasiven infiltrierenden Urothelkarzinom.

## Metastasierung
Die Metastasierung erfolgt frühzeitig über das Lymphsystem (lymphatisch). Erst später erfolgt eine Metastasierung über das Blutsystem (hämatogen) beispielsweise in Leber, Lungen und Knochen. Im metastasierten Zustand ist die Cisplatin-basierte Chemotherapie der derzeitige Therapiestandard. Bei einem Rezidiv nach Cisplatin-haltiger Chemotherapie wird seit 2010 das Vincaalkaloid Vinflunin empfohlen.

## Ureterkarzinom
Dieser maligne Uretertumor wird meist mittels einer Nephroureterektomie (auch: Ureteronephrektomie) behandelt. Dabei werden der betroffene Harnleiter und die zugehörige Niere operativ entfernt.
Ureterkarzinome sind nur selten primäre Karzinome. Oft gehen sie sekundär vom Nierenbecken aus. Deshalb spricht man auch von einer Abtropfmetastase.

## Urethralkarzinom
Ein Karzinom der Harnröhre ist selten ein Urothelkarzinom; man spricht dann auch vom Übergangsepithelkarzinom. Meistens handelt es sich um ein Plattenepithelkarzinom oder um ein Adenokarzinom. Frauen sind doppelt so häufig betroffen wie Männer. Bei Frauen erfolgt eine partielle oder komplette Urethrektomie, bei Männern eine Penisteilamputation mit Urethrotomie.

## Urachus-Tumoren
Gelegentlich werden auch die Tumoren des Urachus zu den Urothelkarzinomen gezählt, obwohl es sich meistens um verschleimende Adenokarzinome handelt. Urachustumoren sind seltene vom Epithel des Urachus ausgehende Neoplasmen.